# Béla Bálint
Béla Bálint, serb. Bela Balint, cyr. Бела Балинт (ur. 26 lipca 1952 w Ostojićevie) – serbski lekarz i nauczyciel akademicki narodowości węgierskiej, profesor, od 2025 minister nauki, innowacji i rozwoju technologicznego.

## Życiorys
Absolwent wydziału lekarskiego na Uniwersytecie w Nowym Sadzie. Uzyskał następnie magisterium (1984) i doktorat (1997). Specjalizował się w zakresie transfuzjologii (1983) oraz hematologii (2007). W 1980 podjął pracę w Wojskowej Akademii Medycznej w Belgradzie, od 2010 był kierownikiem instytutu transfuzjologii. W 2005 uzyskał pełną profesurę na tej uczelni. Został też hematologiem w instytucie badań medycznych na Uniwersytecie w Belgradzie, a także profesorem wizytującym na uczelniach w Niszu i Banja Luce. W latach 2018–2021 kierował oddziałem transfuzjologii w instytucie IKVB „Dedinje”. Członek krajowych i międzynarodowych towarzystw naukowych, m.in. Europejskiego Stowarzyszenia Hematologicznego i Międzynarodowego Towarzystwa Transfuzjologii. Od 2015 członek korespondent, a od 2021 członek rzeczywisty Serbskiej Akademii Nauk i Sztuk. W 2018 objął funkcję przewodniczącego państwowej rady szkolnictwa wyższego.
W kwietniu 2025 powołany na stanowisko ministra nauki, innowacji i rozwoju technologicznego w rządzie Đura Macuta.